# Ylva Hasselberg
Ylva Hasselberg, född 1967 i Sollefteå, är en svensk professor i ekonomisk historia, verksam vid Uppsala universitet.
Hasselberg tillhör den västgötska präst- och ämbetsmannasläkten Hasselbergs norrlandsgren. Hennes far var lektor Staffan Hasselberg, hennes farfar kyrkoherde Bertil Hasselberg och hennes farfarsfar kyrkoherde Carl J E Hasselberg.
Hon disputerade år 1998 i historia på en avhandling om ekonomisk rationalitet och sociala nätverk i det tidiga 1800-talets brukshantering.
Hennes forskningsinriktning inkluderar företagshistoria, industrihistoria och vetenskapshistoria. Hon är också mycket aktiv i samhällsdebatten och har bland annat publicerat debattartiklar om  Nya Karolinska och om New public management i högskolesektorn.
Hasselberg är gift med nationalekonomen Henry Ohlsson.